# Deping Lu
Deping Lu (chiń. 德平路站) – stacja początkowa metra w Szanghaju, na linii 6. Zlokalizowana jest pomiędzy stacjami Yunshan Lu i Beiyangjing Lu. Została otwarta 29 grudnia 2007.